# Czechoslovakian International 1981
Die Czechoslovakian International 1981 im Badminton fanden vom 10. bis zum 11. Oktober 1981 in Prag statt.

## Finalergebnisse
| Disziplin    | Sieger                           | Finalist                          | Ergebnis          |
| ------------ | -------------------------------- | --------------------------------- | ----------------- |
| Herreneinzel | Ulf Johansson                    | Michal Malý                       | 5-15, 15-5, 15-11 |
| Dameneinzel  | Diane Simpson                    | Catharine Troke                   | 9-11, 11-6, 11-6  |
| Herrendoppel | Gerry Asquith Duncan Bridge      | Michal Malý Karel Lakomý          | 15-5, 15-6        |
| Damendoppel  | Diane Simpson Catharine Troke    | Angela Michalowski Monika Cassens | 10-15, 15-4, 15-8 |
| Mixed        | Edgar Michalowski Monika Cassens | Duncan Bridge Diane Simpson       | 15-10, 15-4       |